# Trimethylgermaniumhydrid
Trimethylgermaniumhydrid ist eine chemische Verbindung aus der Gruppe der germaniumorganischen Verbindungen.

## Gewinnung und Darstellung
Trimethylgermaniumhydrid kann durch Reduktion von Trimethylgermaniumbromid mit Lithiumaluminiumhydrid in Benzol hergestellt werden.
{\displaystyle \mathrm {4\ BrGe(CH_{3})_{3}+\ LiAlH_{4}{\xrightarrow[{C_{6}H_{6}}]{-5\,{}^{\circ }C}}\ 4\ HGe(CH_{3})_{3}\ +\ LiBr\ +\ AlBr_{3}} }

## Eigenschaften

### Physikalische Eigenschaften
Die klare, farblose Flüssigkeit hat einen milden Geruch, einen Flammpunkt von unter −20 °C.

### Chemische Eigenschaften
Durch Umsetzung von Trimethylgermaniumhydrid mit tert-Butyllithium in THF bildet sich unter Abspaltung von Butan das entsprechende Lithiumsalz:
{\displaystyle \mathrm {\ HGe(CH_{3})_{3}+\ LiC(CH_{3})_{3}\ {\xrightarrow[{THF}]{-10\,{}^{\circ }C}}\ LiGe(CH_{3})_{3}\ +\ C_{4}H_{10}} }